# Alexander Mahr
Alexander Mahr (* 31. Jänner 1896 in Poppitz bei Znaim, Österreich-Ungarn; † 14. April 1972 in Wien) war ein österreichischer Ökonom und Ordinarius für Volkswirtschaftslehre an der Universität Wien.

## Studium und Karriere
Nach dem Gymnasium in Wien schließt er 1921 das Studium der skandinavischen Philologie, der Germanistik und Philosophie mit einer Promotion zum Dr. phil. an der Universität Wien ab. Im Jahr 1920 war er Stipendiat an der Universität Göteborg. Anschließend, unter dem Einfluss von Friedrich von Wieser, beginnt er ein Studium der Nationalökonomie, welches er im März 1925 mit einer Promotion zum Dr. rer. pol. an Universität Wien abschließt. Von 1926 bis 1928 erhält er ein Rockefeller-Stipendium für ein Postgraduiertenstudium der Nationalökonomie in USA und England.
Er reichte 1930 seine Habilitation an der Universität Wien mit „Untersuchungen zur Zinstheorie“ (Jena 1929) ein, welche eine Auseinandersetzung mit der Arbeit von Böhm-Bawerk war. Von 1930 bis 1938 war er wissenschaftlicher Assistent bei Hans Mayer, dem Lehrstuhlnachfolger von Carl Menger und Friedrich von Wieser. Im Jahre 1936 wurde ihm der Titel eines außerordentlichen Professors verliehen.
Während der Jahre 1938 bis 1950 war Mahr wissenschaftlicher Referent des Österreichischen Statistischen Zentralamtes, wo er u. a. wesentlich an der Vorbereitung der Volkswirtschaftlichen Gesamtrechnung mitwirkte.
Seine politische Einstellung war Mahr weder in der Zeit des Ständestaates noch des nationalsozialistischen Regimes förderlich, so dass er erst 1950 seinem Lehrer Hans Mayer als Ordinarius für Politische Ökonomie auf dem Lehrstuhl, den zuvor Carl Menger und Friedrich von Wieser innehatten, folgen konnte.
In den Jahren 1953 und 1954 verbrachte Mahr mehrmonatige Forschungsaufenthalte in Cambridge (GB) und Cambridge (Mass/USA). Er war seit 1956 Vorsitzender der Nationalökonomischen Gesellschaft in Wien und Vizepräsident des Österreichischen Instituts für Wirtschaftsforschung, später Council Member der International Economic Association. Er war ebenso Herausgeber der Zeitschrift für Nationalökonomie in Wien, ferner Mitherausgeber der Metroeconomica und der Rivista Internazionale di Scienze Economiche e Commerciali. Von 1961 bis 1967 war Mahr Senator der Rechts- und staatswissenschaftlichen Fakultät, 1971 wurde er Ehrensenator der Universität Wien. Seit 1963 war er wirkliches Mitglied der Österreichischen Akademie der Wissenschaften. Im Jahre 1966 erhielt er das Österreichische Ehrenkreuz für Wissenschaft und Kunst I. Klasse, 1971 die Ehrenmedaille der Bundeshauptstadt Wien in Gold. Anlässlich seines 70. Geburtstag erschien die Festschrift Einheit und Vielfalt in den Sozialwissenschaften (Wien 1966, Hrsg. W. Weber). Er starb am 14. April 1972 in Wien. Sein Grab befindet sich am Ortsfriedhof von Langenzersdorf (2103).

## Wirkung und Einordnung
Alexander Mahr war der letzte klassische Vertreter der von Eugen von Böhm-Bawerk begründeten Österreichischen Schule der Grenznutzentheorie in der Nationalökonomie. Er übte allerdings mehr Kritik an einer starren mathematischen Festlegung des Grenznutzenniveaus. In den späteren Jahren größere Hinwendung zu gesellschaftspolitischen Problemen.
Alexander Mahr versuchte in seinem ganzen Werk, die Österreichische Grenznutzen-Schule der Nationalökonomie eines MENGER, BÖHM-BAWERK und WIESER, aber auch eines SAX und eines PHILIPPOVICH als eigenständige Forschungsrichtung zu erhalten und trotz der vorurteilslosen Öffnung gegenüber der Entwicklung anderer, konkurrierender „Richtungen“ die Prinzipien der von ihm als grundsätzlich richtig erkannten Orientierung beizubehalten. So weisen seine ökonomisch-theoretischen, aber auch zahlreiche wirtschaftspolitische Arbeiten die typisch „österreichischen“ psychologischen Elemente auf, womit er sich......als echter Fortführer der Arbeiten speziell v. WIESERS und v. BÖHM-BAWERKS bestätigt hat. Mahrs geldtheoretische  und außenwirtschaftliche Untersuchungen hingegen sind bereits makro-ökonomisch konzipiert und damit aggregativ orientiert. Nicht zuletzt ist ...seine intensive Auseinandersetzung  mit einem der keynesianischen Instrumente, dem Multiplikator, hervorzuheben. Besondere Erwähnung verdient, daß das aus der Feder Mahrs stammende Lehrbuch „Volkswirtschaftslehre“ nach Jahrzehnten wiederum eine Gesamtdarstellung der ökonomischen Theorie aus „österreichischer Sicht“ geboten hat. Es machte gleichzeitig die wichtigsten Ergebnisse seiner eigenen Forschungstätigkeit einem breiten Leserkreis zugänglich und vermied doch jede schulbedingte Einseitigkeit (Aus: Wilhelm Weber: Alexander Mahr. Nachruf (mit Schriftenverzeichnis), in: Almanach der Österr. Akad. d. Wiss., 122. Jg. (1972), Wien 1973, 332–340, hier: 336).

## Veröffentlichungen (Auswahl)

### Bücher
- Monetary Stability, Chicago 1933.
- Volkswirtschaftslehre. Einführung in das Verständnis volkswirtschaftlicher Zusammenhänge, Wien 1948.
- Volkswirtschaftslehre.  2., wesentlich erweiterte Auflage, Wien 1959.
- Der unbewältigte Wohlstand. Probleme der modernen Industrie-gesellschaft,  Berlin 1964.
- Gesammelte Abhandlungen zur ökonomischen Theorie,  Berlin 1967.

### Aufsätze (Auswahl aus 60 Aufsätzen)
- Das Gesetz vom Grenznutzenniveau  im Lichte der Kritik, in: Neue Beiträge zur Wirtschaftstheorie.  FS für H. Mayer, Wien 1949.
- Zur Kritik der Lehre vom Grenznutzenniveau  (Eine Erwiderung an Wilhelm Krelle), in: Jahrb. f. Nationalökon. u. Statistik 165 (1953).